# Adéodat Compère-Morel
Pour les articles homonymes, voir Compère-Morel.
Adéodat Compère-Morel est un homme politique, orateur et écrivain français, né le 5 octobre 1872 à Breteuil-sur-Noye (Oise), mort le 3 août 1941 à Sernhac (Gard). Député socialiste de 1909 à 1936, il est le directeur de l'Encyclopédie socialiste, syndicale et coopérative de l'Internationale ouvrière, vaste entreprise éditoriale en douze volumes, parus à partir de 1912.

## Biographie

### Parcours politique
Constant Alphonse Adéodat Compère est le fils de Louis Adolphe Adéodat Compère, jardinier, et de Laure Stéphanie Pringuez. Il exerce la profession d'horticulteur avant d'entamer une longue carrière politique, où il se spécialise dans les questions agraires
Il adhère en 1891 au Parti ouvrier (qui devient en 1893 le Parti ouvrier français) puis adhère avec les autres membres du parti au Parti socialiste de France, lors de la fusion de 1902, et enfin à la SFIO, lors de la fusion de 1905.
Le 9 septembre 1893, il épouse à Breteuil Jeanne Marguerite Morel dont il accole le nom à son patronyme.
Lors du Congrès de Tours, en 1920, il refuse de suivre ceux de ses camarades qui partent fonder le Parti communiste français et choisit de demeurer dans les rangs de la SFIO.
Après avoir échoué à trois reprises comme candidat à la députation, dans son département natal, en 1898, 1902 et 1906 il fut élu député du Gard, en avril 1909, lors d'une élection partielle, nécessitée par le décès prématuré, le 24 janvier précédent, du député Pierre Poisson, et constamment réélu jusqu'en 1936, année où il se retira pour raisons de santé. De 1910 à 1936, il siégea, dans les six législatures successives, à la commission de l'Agriculture ainsi que, selon les législatures, dans d'autres commissions, dont celle du Règlement, qu'il présida, à partir de 1932.
Il est, en 1918, un des trois directeurs du journal La France Libre, créé à l'initiative d'une quarantaine de députés S.F.I.O.
En 1921, lorsque le quotidien L'Humanité se rallie au Parti communiste français, il prend la direction administrative, aux côtés de Léon Blum, qui assure la direction politique, du quotidien Le Populaire, qui devient l'organe officiel de la SFIO.
Lors du congrès de la SFIO de novembre 1933, qui aboutit à l'exclusion d'une frange des membres du parti, dite néo-socialiste, il choisit d'adhérer, aux côtés de Marcel Déat, Adrien Marquet et Pierre Renaudel, au Parti socialiste de France-Union Jean Jaurès (PSdF).

### Le ralliement à Pétain
Après l'Armistice de juin 1940, il se rallie à la Révolution nationale du  maréchal Pétain et soutient la politique de collaboration avec l'occupant allemand.

### L'«Encyclopédie socialiste»

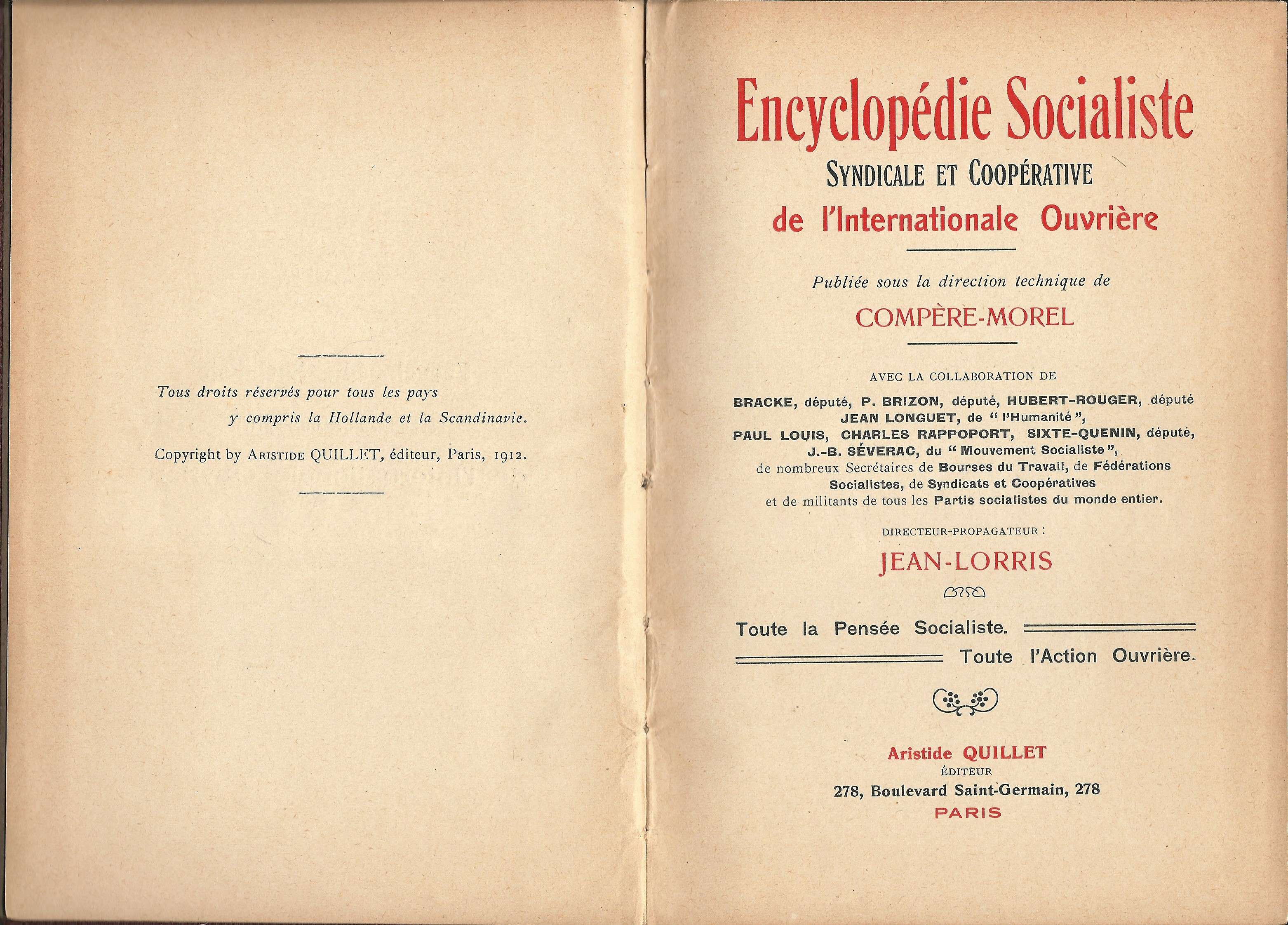
Frontispice de l'« Encyclopédie socialiste », 1912, Librairie Quillet.

Compère-Morel assure la direction technique de l'« Encyclopédie socialiste, syndicale et coopérative de l'Internationale ouvrière », en codirection avec Jean-Lorris (1879-1932), qui a le titre de « directeur-propagateur ». Éditée par la Librairie Aristide Quillet, sa parution en 12 volumes s'étale de 1912 à 1921, en raison de l'interruption pendant la Guerre. Elle fait appel à des collaborateurs connus du Parti socialiste (SFIO). Elle s'achève par la parution tardive de deux volumes, consacrés aux Fédérations et au Parti socialiste pendant la Guerre jusqu'en 1918 :
- Charles Rappoport, Un peu d'histoire : origines, doctrines et méthodes socialistes, no 1, Paris, 1912, 524 p.-[4] p., (BNF 37270668).
- Paul-Louis (1872-1955), Le Parti socialiste en France, no 2, Paris, 1912, 405 p.-[6] p., (BNF 37270736).
- Hubert Rouger (1875-1958), La France socialiste, no 3, Paris, 1912, 416 p., (BNF 37270642).
- Hubert Rouger, Les fédérations socialistes I, (« La France socialiste, tome II »), Paris 1912, 574 p..
- Hubert Rouger, Les fédérations socialistes II, (« La France socialiste, tome III, Les fédérations, 2e partie »), Paris, 1921, 654 p..
- Hubert Rouger, Les fédérations socialistes III, (« La France socialiste, tome III, 1re partie, Les fédérations (fin); 2e partie, Derniers Congrès avant 1914. Pendant la Guerre »), Paris, 1921, 604 p..
- Charles Rappoport, La Révolution sociale, no 4, Paris, 1912, 506 p.-[24] p., (BNF 37270753).
- Jean Longuet, Le mouvement socialiste international, no 5, Paris, 1913, V-648 p., (BNF 37270645).
- Sixte-Quenin (1870-1957)[7] Comment nous sommes socialistes ?, no 6, Paris, 1913, 315 p., (BNF 37270632).
- Jean-Baptiste Séverac, Le Mouvement syndical, no 7, Paris, 1913, V-455 p., (BNF 37270728).
- Pierre Brizon et Ernest Poisson[8], La Coopération, no 8, Paris, 1913, II-587 p., (BNF 37270763).
- Charles Rappoport, Pourquoi nous sommes socialistes ?, no 10, Paris, 1919, 653 p., (BNF 37270614).

## Mandats électifs

### mandats locaux
- 1904 - 1915 : Maire de Breteuil-sur-Noye (Oise)
- 1910 1911 ; 1913 - 1919 : Conseiller général du canton de Villeneuve-lès-Avignon (Gard)

### Député
- du 25 avril 1909 au 24 avril 1910 : député du Gard (élu au 2e tour, lors d'une élection partielle)
- du 24 avril 1910 au 26 avril 1914 : député du Gard (élu au 1er tour)
- du 26 avril 1914 au 16 novembre 1919 : député du Gard (élu au 1er tour)
- du 16 novembre 1919 au 11 mai 1924 : député du Gard (scrutin de liste)
- du 11 mai 1924 au 29 avril 1928 : député du Gard (scrutin de liste)
- du 29 avril 1928 au 8 mai 1932 : député du Gard (élu au 2e tour)
- du 8 mai 1932 au 3 mai 1936 : député du Gard (élu au 2e tour)

## Œuvres
- La Vérité aux paysans, par un campagnard, Librairie de la Revue socialiste, Paris, 1897, VI-31 p., (BNF 34038759).
- Les Propos d'un rural (avec une préface de Paul Lafargue), Librairie du Parti socialiste, Paris, 1905 (3e édition), 40 p., (BNF 30262660).
- La question agraire en France,Paris, 1908..
- La Question agraire et le socialisme en France, éditions M. Rivière, Paris, 1912, 455 p., (BNF 32964939).
- Le Socialisme aux champs, Librairie du Parti socialiste, Paris, 1912, 32 p., (BNF 35976498).
- La Concentration capitaliste en France, éditions M. Rivière, coll. « Les Documents du socialisme » XI, Paris, 1913, 59 p., (BNF 31962586).
- Le Programme socialiste de réformes agraires, éditions M. Rivière, coll. « Les Documents du socialisme » XV, Paris, 1919, 71 p., (BNF 31962596).
- Le Socialisme agraire, éditions M. Rivière, Paris, 1920, VI-176 p., (BNF 31962598).
- La Politique agraire du parti socialiste, coédition : Librairie populaire et Éditions du Parti socialiste (S.F.I.O.), Paris, 1921, 36 p., (BNF 31962595).
- Socialisme et Bolchevisme. Pourquoi nous n'avons-pas adhéré à l'Internationale dite communiste des bolchevistes russes, coédition : Librairie populaire et Éditions du Parti socialiste (S.F.I.O.), Paris, 1921, 24 p., (BNF 31962600).
- Grand Dictionnaire socialiste du mouvement politique et économique national et international, Publications sociales, Paris, 1924, 1057 p., (BNF 32964938).
- La Petite Propriété paysanne et le Socialisme, coédition : Librairie populaire et Éditions du Parti socialiste (S.F.I.O.), Paris, 1926, 64 p., (BNF 31962593).
- La Civilisation en péril. Aux hommes et aux mères des hommes (avec une préface de Paul Faure), coédition : Librairie populaire et Éditions du Parti socialiste (S.F.I.O.), Paris, 1930, 40 p., (BNF 31962584).
- La Civilisation en péril. Le Massacre des hommes (avec une préface de Léon Blum), éditions du Populaire, Paris, 1932, 24 p., (BNF 31962585).
- Jules Guesde : le socialisme fait homme, 1845-1922, Librairie Aristide Quillet, Paris, 1937, VIII-505 p., (BNF 37362018).

## Pour approfondir